# Міністерство фінансів Ізраїлю
Міністерство фінансів Ізраїлю (івр. משרד האוצר) — урядова установа держави Ізраїль.

## Області відповідальності
- Побудова та контроль державного бюджету
- Оподаткування громадян і підприємств
- Обслуговування державного боргу
- Робота митних управлінь
- Регуляція фондової біржі та роботи корпорацій в Ізраїлі
- Контроль всіх питань, що стосуються ринків капіталу в Ізраїлі

## Список міністрів фінансів Ізраїлю
| Номер | Ім'я               | Партія        | Терміни                 |
| ----- | ------------------ | ------------- | ----------------------- |
| 1     | Еліезер Каплан     | Мапай         | 14.05.1948 — 25.06.1952 |
| 2     | Леві Ешкол         | Мапай         | 25.06.1952 — 26.06.1963 |
| 3     | Пінхас Сапір       | Мапай         | 26.06.1963 — 05.08.1968 |
| 4     | Зеев Шерф          | Авода         | 05/08/1968 — 15/12/1969 |
| 5     | Пінхас Сапір       | Авода         | 15/12/1969 — 03/06/1974 |
| 6     | Ієшуа Рабінович    | Авода         | 03/06/1974 — 20/06/1977 |
| 7     | Сімха Ерліх        | Лікуд         | 20/06/1977 — 07/11/1979 |
| 8     | Игаль Хурвіц       | Лікуд         | 07/11/1979 — 13/01/1981 |
| 9     | Йорам Арідор       | Лікуд         | 13/01/1981 — 15/10/1983 |
| 10    | Ігаль Коен-Оргад   | Лікуд         | 15/10/1983 — 13/09/1984 |
| 11    | Іцхак Модаі        | Лікуд         | 13/09/1984 — 16/04/1986 |
| 12    | Моше Нісім         | Лікуд         | 16/04/1986 — 22/12/1988 |
| 13    | Шимон Перес        | Авода         | 22/12/1988 — 15/03/1990 |
| 14    | Іцхак Шамір        | Лікуд         | 15/03/1990 — 11/06/1990 |
| 15    | Іцхак Модаі        | Лікуд         | 11/06/1990 — 13/07/1992 |
| 16    | Авраам Шойхат      | Авода         | 13/07/1992 — 18/06/1996 |
| 17    | Дан Мерідор        | Лікуд         | 18/06/1996 — 20/06/1997 |
| 18    | Біньямін Нетаньяху | Лікуд         | 20/06/1997 — 09/07/1997 |
| 19    | Яаков Нєеман       | Лікуд         | 09/07/1997 — 18/12/1998 |
| 20    | Біньямін Нетаньяху | Лікуд         | 18/12/1998 — 23/02/1999 |
| 21    | Меїр Шитріт        | Лікуд         | 23/02/1999 — 06/07/1999 |
| 22    | Авраам Шойхат      | Авода         | 06/07/1999 — 07/03/2001 |
| 23    | Сільван Шалом      | Лікуд         | 07/03/2001 — 28/02/2003 |
| 24    | Біньямін Нетаньяху | Лікуд         | 28/02/2003 — 09/08/2005 |
| 25    | Егуд Ольмерт       | Лікуд, Кадіма | 09/08/2005 — 04/05/2006 |
| 26    | Авраам Гіршзон     | Кадіма        | 04/05/2006 — 22/04/2007 |
| 27    | Егуд Ольмерт       | Кадіма        | 22.04.2007 — 04.07.2007 |
| 28    | Роні Бар-Он        | Кадіма        | 04.07.2007 — 31.03.2009 |
| 29    | Юваль Штайніц      | Лікуд         | 31.03.2009 — 18.03.2013 |
| 30    | Яір Лапід          | Еш Атід       | 18.03.2013 — 02.12.2014 |